# حي السلام (بنغازي)
حي السلام في مدينة بنغازي في ليبيا. بدأ في الظهور أواخر الستينات وموقعه شمال المدينة، تحده أحياء الكويفية، الوحيشي وسيدي يونس وشبنة وبه سوق السيارات بنغازي وسوق الجمعة وسوق (العشية) سابقا وبه مجمع سوق عام يعرف يسوق دورين.

## لقب حي السلام
بوابة بنغازي الشرقية. يشتهر بعبارة : يا سلام على حي السلام.

## السكان
غالبية سكان الحي خليط من الطبقتين المتوسطة والمرفهة يعبر من الأحياء في بنغازي حيث يسكن الحي عدد كبير من المسئولين الكبار في ليبيا وبنغازي بالتحديد والتجار ورؤوس الأموال، والفنانين الشعبيين (المرسكاوي) حيث تغنى احدهم بالحي وقال مسك الختام خيمة في حي السلام، وهو أيضا من الأحياء الهادئة ببنغازي.
يقع حي السلام في شمال مدينة بنغازي يمين الطريق الساحلي المؤدي لمدينة المرج شرقا شرع في تأسيس حي السلام في عام 1960 كأرض صالحة للبناء تابعة للدولة الليبية. يعتبر مخطط حي السلام من المخططات الحديثة حيث يمتاز بوجود نوعين من المساكن : احدها الفيلات بمساحة 450 مترا مربعا لكل منها والمنازل بمساحة 150 مترا مربعا لكل منها والمساحة المخصصة للفيلات أكبر من تلك المخصصة للمنازل الصغيرة . يوجد بالحي عدد أربعة مساجد حديثة راقية وعدد خمسة مدارس عامة واحدة ثانوية للبنات والباقي مدارس للتعليم الأساسي . يوجد فيه الكثير من المدراس الخاصة، يخترق الحي شارع رئيسي هو شارع الأردن ويحده جنوبا شارع لبنان . يتوسط الحي حي صغير يسمى حي الريحان يتألف من 140 مسكنا من دورين لعائلة واحدة (دوبلكس) ويعد حي السلام حيا سكنيا هادئا .ويعتبر أكبر المناطق الموجودة في بنغازي.
1. ↑   http://ar.thetimenow.com/libya. {{استشهاد ويب}}: |url= بحاجة لعنوان (مساعدة) والوسيط |title= غير موجود أو فارغ (من ويكي بيانات) (مساعدة)